# Flint Hill (Wirginia)
Flint Hill – jednostka osadnicza w Stanach Zjednoczonych, w stanie Wirginia, w hrabstwie Rappahannock.